# Deutsche Fußballmeisterschaft 1926/27
Die zwanzigste deutsche Fußballmeisterschaft war erneut eine Demonstration der Spielstärke der süddeutschen Mannschaften. Alle drei Südvertreter standen im Halbfinale, nur Hertha BSC konnte in diese Phalanx einbrechen und ein mögliches rein süddeutsches Finale verhindern. Der 1. FC Nürnberg errang seinen fünften Titel und baute seine Stellung als Rekordmeister weiter aus. Die Meisterschaft wurde in 32 Spielen mit 57:7 Punkten und 105:34 Toren bei nur zwei Niederlagen (darunter allerdings ein bitteres 0:5 beim Lokalrivalen SpVgg Fürth) gewonnen.
Aus dem Westen traten erstmals zwei Teams in Erscheinung, die in den 1930ern zu den ganz Großen gehören sollten: FC Schalke 04 und Fortuna Düsseldorf. Diesmal reichte es jedoch nur für die 1. Runde. Erneut scheiterten alle drei westdeutschen Vertreter im Achtelfinale.
Drei weitere deutsche Fußballmeister wurden in diesem Jahr ermittelt. Es waren der Dresdner SV 1910, der damit seinen vierten ATSB-Titel in Folge errang, der TV 1861 Forst bei der Deutschen Turnerschaft und DJK Sparta Nürnberg bei der Deutschen Jugendkraft.

## Teilnehmer an der Endrunde
| Verein                     | Qualifiziert als                                               |
| FC Titania Stettin         | Nordostdeutscher Meister                                       |
| VfB Königsberg             | Nordostdeutscher Vizemeister                                   |
| Vereinigte Breslauer Spfr. | Südostdeutscher Meister                                        |
| Breslauer FV 06            | Südostdeutscher Vizemeister                                    |
| Hertha BSC                 | Meister Berlin-Brandenburg                                     |
| Berliner FC Kickers 1900   | Vizemeister Berlin-Brandenburg                                 |
| VfB Leipzig                | Mitteldeutscher Meister                                        |
| Chemnitzer BC              | Mitteldeutscher Pokalsieger                                    |
| Holstein Kiel              | Norddeutscher Meister                                          |
| Hamburger SV               | Sieger der norddeutschen Qualifikationsrunde zum 2. Teilnehmer |
| Duisburger SpV             | Westdeutscher Meister                                          |
| FC Schalke 04              | Westdeutscher Vizemeister                                      |
| Fortuna Düsseldorf         | Sieger der westdeutschen Qualifikationsrunde zum 3. Teilnehmer |
| 1. FC Nürnberg             | Süddeutscher Meister                                           |
| SpVgg Fürth                | Süddeutscher Vizemeister                                       |
| SV 1860 München            | Sieger der süddeutschen Qualifikationsrunde zum 3. Teilnehmer  |

## Achtelfinale
| Datum       |                          | Ergebnis             | !Stadion                                                     |
| ----------- | ------------------------ | -------------------- | ------------------------------------------------------------ |
| 8. Mai 1927 | FC Schalke 04            | 1:3 (0:1)            | SV 1860 München \|Dortmund, Kampfbahn Rote Erde              |
| 8. Mai 1927 | Fortuna Düsseldorf       | 1:4 (0:2)            | Hamburger SV \|Düsseldorf, Rheinstadion                      |
| 8. Mai 1927 | 1. FC Nürnberg           | 5:1 (2:0)            | Chemnitzer BC \|Fürth, Ronhof                                |
| 8. Mai 1927 | VfB Königsberg           | 1:2 (0:2)            | Hertha BSC \|Königsberg (Preußen), Sportplatz Steffeckstraße |
| 8. Mai 1927 | VfB Leipzig              | 3:0 (2:0)            | Breslauer FV 06 \|Leipzig, Fortuna-Stadion                   |
| 8. Mai 1927 | Berliner FC Kickers 1900 | 5:4 n. V. (3:3, 0:1) | Duisburger SpV \|Berlin, Poststadion                         |
| 8. Mai 1927 | Holstein Kiel            | 9:1 (4:1)            | FC Titania Stettin \|Kiel, Holstein-Stadion                  |
| 8. Mai 1927 | Vgt. Breslauer Spfr.     | 1:3 (0:1)            | SpVgg Fürth \|Breslau, Sportpark Grüneiche                   |

## Viertelfinale
| Datum        |                 | Ergebnis  | !Stadion                                        |
| ------------ | --------------- | --------- | ----------------------------------------------- |
| 22. Mai 1927 | Hamburger SV    | 1:2 (0:0) | 1. FC Nürnberg \|Hamburg, Sportplatz Hoheluft   |
| 22. Mai 1927 | Hertha BSC      | 4:2 (2:0) | Holstein Kiel \|Berlin, Preußen-Platz Tempelhof |
| 22. Mai 1927 | SV 1860 München | 3:0 (1:0) | VfB Leipzig \|München, Heinrich-Zisch-Stadion   |
| 22. Mai 1927 | SpVgg Fürth     | 9:0 (5:0) | Berliner FC Kickers 1900 \|Nürnberg, Zabo       |

## Halbfinale
| Datum        |                | Ergebnis  | !Stadion                                     |
| ------------ | -------------- | --------- | -------------------------------------------- |
| 29. Mai 1927 | 1. FC Nürnberg | 4:1 (2:0) | SV 1860 München \|Nürnberg, ASV-Platz        |
| 29. Mai 1927 | Hertha BSC     | 2:1 (0:1) | SpVgg Fürth \|Leipzig, Probstheidaer Stadion |

## Finale
| 1. FC Nürnberg                                       | 1. FC Nürnberg | Hertha BSC | Hertha BSC |
| ---------------------------------------------------- | --- | --- | ---------- |
| 1. FC Nürnberg                                       | \| Sonntag, 12. Juni 1927 in Berlin (Deutsches Stadion) \| \| Ergebnis: 2:0 (1:0) \| \| Zuschauer: 50.000 \| \| Schiedsrichter: Willi Guyenz (Essen) \|                                                              | \| Sonntag, 12. Juni 1927 in Berlin (Deutsches Stadion) \| \| Ergebnis: 2:0 (1:0) \| \| Zuschauer: 50.000 \| \| Schiedsrichter: Willi Guyenz (Essen) \|                                                   | Hertha BSC |
| 1. FC Nürnberg                                       | Heinrich Stuhlfauth – Luitpold Popp, Georg Winter – Emil Köpplinger, Hans Kalb, Hans Schmidt – Baptist Reinmann, Georg Hochgesang, Josef Schmitt, Ludwig Wieder, Heinrich Träg Cheftrainer: Fred Spiksley ( England) | Alfred Götze – Emil Domscheidt, Max Fischer – Otto Leuschner, Karl Tewes, Ernst Müller – Hans Ruch, Johannes Sobek, Hans Grenzel, Willi Kirsei, Erich Gülle Cheftrainer: Alexander Popovich ( Österreich) | Hertha BSC |
| 1. FC Nürnberg                                       | 1:0 Kalb (6.) 2:0 Träg (65.) | | Hertha BSC |
| 1. FC Nürnberg                                       | Platzverweis: Träg (75.) | | Hertha BSC |
| Sonntag, 12. Juni 1927 in Berlin (Deutsches Stadion) | | |            |
| Ergebnis: 2:0 (1:0)                                  | | |            |
| Zuschauer: 50.000                                    | | |            |
| Schiedsrichter: Willi Guyenz (Essen)                 | | |            |

## Torschützenliste

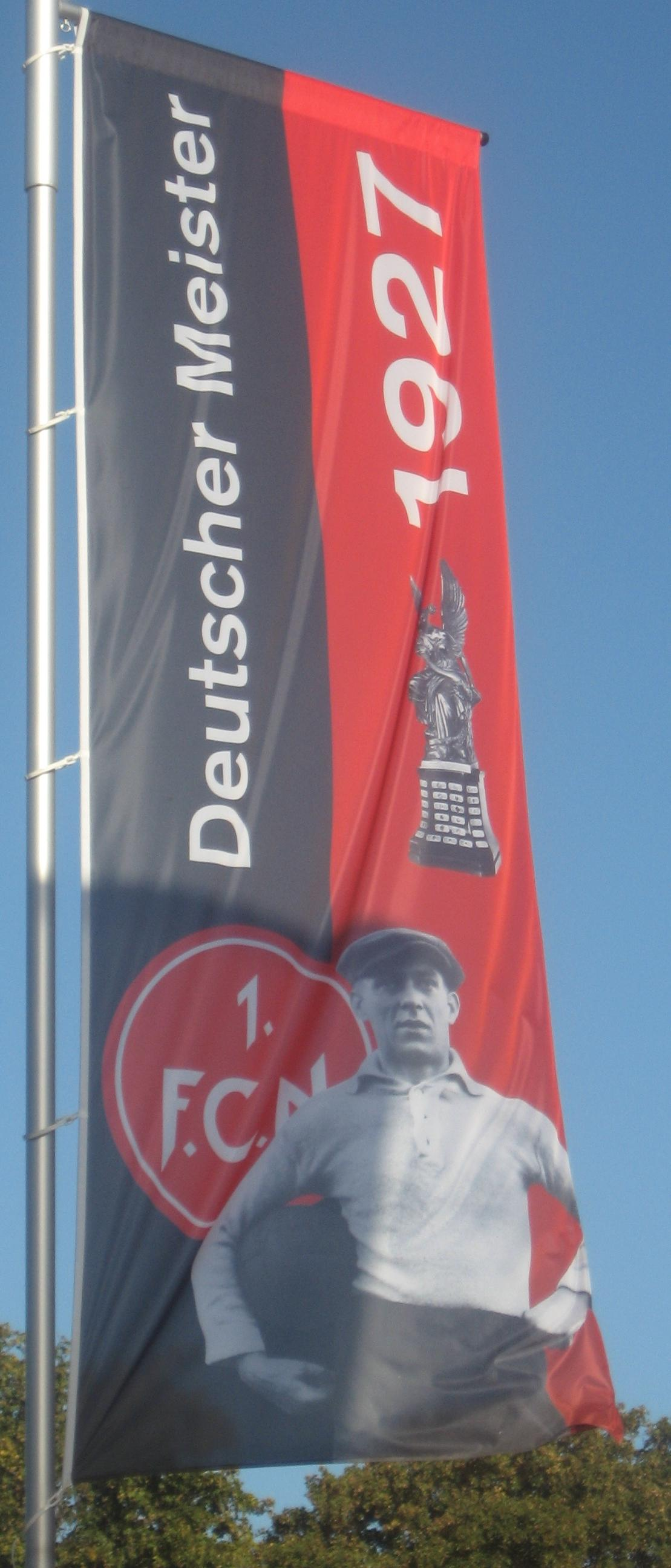
Fahne
zur Meisterschaft
am Frankenstadion

| Spieler | Spieler       | Verein          | Spiele | Tore |
| ------- | ------------- | --------------- | ------ | ---- |
| 1.      | Andreas Franz | SpVgg Fürth     | 3      | 6    |
| 2.      | Otto Harder   | Hamburger SV    | 2      | 4    |
| 3       | Karl Auer     | SpVgg Fürth     | 3      | 4    |
| 3       | Karl Faubel   | SV München 1860 | 3      | 4    |
| 5.      | Willi Kirsei  | Hertha BSC      | 4      | 4    |
| 5.      | Josef Schmitt | 1. FC Nürnberg  | 4      | 4    |